# Церковь Ильи Пророка (Цыпинский погост)
Це́рковь Илии́ Проро́ка Цы́пинского пого́ста — недействующий деревянный православный храм, расположенный рядом с деревней Цыпино, на расстоянии 1,5 км от села Ферапонтово Кирилловского района Вологодской области, в прямой видимости от знаменитого Ферапонтова монастыря.
Стоит на восточном берегу небольшого Ильинского озера у подножия Цыпиной горы, на территории, относящейся к национальному парку «Русский Север».
Представляет собой высокую ярусную башню на крестчатом основании с подклетом, образованную тремя широкими, невысоком, стоящими один на другом восьмериками, уменьшающимися по мере развития вверх, к которым примыкают небольшая алтарная часть и трапезная. С северной, западной и южной сторон храм опоясан висячей обходной галерей на консолях.
Указом Президента РФ от 20 февраля 1995 г. № 176 внесена в «Перечень объектов исторического и культурного наследия федерального (общероссийского) значения». Имеет статус филиала Кирилло-Белозерского историко-архитектурного и художественного музея-заповедника.

## Из истории
Село Цыпино известно с начала XVI века. Существующая сегодня Ильинская церковь была построена в 1755 году и освящена в 1756 году: в архивах музея сохранилось «Прошение Надпорожского стану церкви Пророка Илии, что на Цыпине, священника Поликарпа Иванова… о выдаче из вологодского Софийского собора ко освящению новопостроенной Ильинской церкви священного антиминса» от 26 июня 1756 года.
В XIX веке в Цыпинском погосте, кроме Ильинской, существовала ныне не сохранившаяся каменная церковь с колокольней, построенная в 1800 году, с двумя престолами: в холодном храме во имя великомученика Димитрия Солунского и в тёплом приделе во имя великомученика Георгия. В 1866 году Цыпинский приход был одним из крупнейших в Кирилловском уезде. К приходу относились 21 деревня, 265 дворов, 1794 человека.
В конце XIX века (с 1862 по 1895 год) священником Ильинской церкви был Иван Михайлович Бриллиантов, многочисленная семья которого длительное время проживала в Цыпино и дети которого стали образованными и известными людьми. Двоим из его сыновей посвящены статьи в ЭСБЕ: историку церкви, члену-корреспонденту Российской академии наук Александру Ивановичу Бриллиантову (1867—1933) и исследователю Ферапонтова монастыря и истории села Цыпино Ивану Ивановичу Бриллиантову (1870—1934).
30 августа 1960 года церковь поставлена под государственную охрану, как объект культурного наследия союзного значения.

## Реставрация
К моменту начала реставрации в июле 2003 года церковь находилась в полуразрушенном состоянии. Верхняя часть храма (два восьмерика из трёх) рухнула в 1960-х годах. Реставрация велась по методу полной переборки, разработанному архитектором-реставратором, лауреатом Государственной премии РСФСР Александром Поповым, с применением исторических строительных инструментов и технологий.
В частности, было установлено, что при сооружении церкви Ильи Пророка при тёске применялись топоры с характерно оттянутой пяткой, узким лезвием шириной около 16 сантиметров и треугольной проушиной, отличающиеся от более древних колунообразных топоров. С целью следования историческим технологиям обработки дерева при проведении реставрационных работ использовались реконструированные аналоги этих топоров.
Реставрационные работы выполнялись Реставрационным центром «Архитектура — Производство — Обучение», под руководством Александра Попова. Основные работы по реставрации церкви были закончены в середине лета 2009 года.
По мнению директора НИИ историко-теоретических проблем народного зодчества, академика РААСН В. П. Орфинского реставрация церкви Ильи Пророка на Цыпинском погосте «лучший пример реставрации деревянного храма в новейшей истории России».

## Современное состояние
2 августа 2009 года состоялась официальная церемония, посвященная окончанию основного объёма реставрационных работ и открытию храма для посещения туристами и экскурсантами. В настоящее время Ильинская церковь функционирует как филиал Кирилло-Белозерского историко-архитектурного и художественного музея-заповедника. Одновременно с этим в храме проводятся реставрационные работы по восстановлению исторического интерьера. В 2010 году были завершены работы по воссозданию деревянного резного иконостаса.
В связи с невозможностью обеспечения климатических условий, требуемых для длительной сохранности икон и некоторых предметов интерьера, подлинные иконы и серебряное паникадило экспонируются в экспозиции музея на территории Кирилло-Белозерского монастыря в городе Кириллове. Вместо подлинных икон в иконостасе выставлены их фотокопии.